# Adé Fidégnon
 (octobre 2022).
La mise en forme du texte ne suit pas les recommandations de Wikipédia : il faut le « wikifier ».
Les points d'amélioration suivants sont les cas les plus fréquents. Le détail des points à revoir est peut-être précisé sur la page de discussion.
- Les titres sont pré-formatés par le logiciel. Ils ne sont ni en capitales, ni en gras.
- Le texte ne doit pas être écrit en capitales (les noms de famille non plus), ni en gras, ni en italique, ni en « petit »…
- Le gras n'est utilisé que pour surligner le titre de l'article dans l'introduction, une seule fois.
- L'italique est rarement utilisé : mots en langue étrangère, titres d'œuvres, noms de bateaux, etc.
- Les citations ne sont pas en italique mais en corps de texte normal. Elles sont entourées par des guillemets français : « et ».
- Les listes à puces sont à éviter, des paragraphes rédigés étant largement préférés. Les tableaux sont à réserver à la présentation de données structurées (résultats, etc.).
- Les appels de note de bas de page (petits chiffres en exposant, introduits par l'outil «  Source ») sont à placer entre la fin de phrase et le point final[comme ça].
- Les liens internes (vers d'autres articles de Wikipédia) sont à choisir avec parcimonie. Créez des liens vers des articles approfondissant le sujet. Les termes génériques sans rapport avec le sujet sont à éviter, ainsi que les répétitions de liens vers un même terme.
- Les liens externes sont à placer uniquement dans une section « Liens externes », à la fin de l'article. Ces liens sont à choisir avec parcimonie suivant les règles définies. Si un lien sert de source à l'article, son insertion dans le texte est à faire par les notes de bas de page.
- La présentation des références doit suivre les conventions bibliographiques. Il est recommandé d'utiliser les modèles {{Ouvrage}}, {{Chapitre}}, {{Article}}, {{Lien web}} et/ou {{Bibliographie}}. Le mode d'édition visuel peut mettre en forme automatiquement les références.
- Insérer une infobox (cadre d'informations à droite) n'est pas obligatoire pour parachever la mise en page.

Pour une aide détaillée, merci de consulter Aide:Wikification.
Si vous pensez que ces points ont été résolus, vous pouvez retirer ce bandeau et améliorer la mise en forme d'un autre article.
 (octobre 2022).
Chaque information importante d'un article doit être vérifiable, en s'appuyant sur une référence à une source fiable. Mais dès lors que cette exigence est remplie, multiplier les références pour une même information dissuade le lecteur de vérifier ces trop nombreuses sources en donnant du même coup le sentiment d'une volonté promotionnelle de s'approprier l'article. 

Adé Fidégnon est un entrepreneur digital, chroniqueur et consultant béninois. Il est le promoteur d'ipaaro, une plateforme de libres échanges qui compte parmi les 50 innovations africaines pouvant contribuer à changer le continent les cinq prochaines années selon le magazine cio mag. 

## Biographie
Adé Fidégnon a un diplôme en développement et en implémentation de programme en ligne. Depuis 2006, il est actif dans le monde du digital. En 2014, il quitte la coopération allemande pour créer un cabinet d'ingénierie en e-learning,.
Il a été consultant pour la campagne présidentielle du mouvement politique béninois bloc républicain,,,,,,.En 2016, il a fait partie de la cellule de communication du candidat Abdoulaye Bio Tchané et en 2021 il a été pour le parti bloc républicain un consultant pour la campagne présidentielle de la même année.
En 2019, il a reçu le prix du meilleur entrepreneur africain en technologie au tropics business summit en Afrique du Sud,,.

## Innovation
Adé Fidégnon met en place une plateforme nommée ipaaro. C'est une innovation dédiée aux libres échanges de troc de biens et de services et dans l’achat-vente monétarisé afin de favoriser l'inclusion financière en Afrique,,,.

## Distinctions
- 2019 : Best African Tech Innovation et du Best Tech Entrepreneur[11],[12]